# Korvpalliklubi Kalev
Il Korvpalliklubi Kalev è stato una società cestistica avente sede a Tallinn, in Estonia. Fondato nel 1920, nel 2005 si fuse con l'Ehitustööriist, diventando il BC Kalev/Cramo. Giocava nel campionato estone.
Disputava le partite interne nella Saku Suurhall Arena, che ha una capacità di 7.200 spettatori.

## Palmarès
- Campionato sovietico: 1

1991
- Campionato estone: 7

1991-92, 1992-93, 1994-95, 1995-96, 1997-98, 2001-02, 2002-03
- Coppa di Estonia: 4

1992, 1993, 1996, 2001